# Großenstein
Großenstein es un municipio situado en el distrito de Greiz, en el estado federado de Turingia (Alemania). Tiene una población estimada, a fines de 2023, de 1202 habitantes.
Forma parte de la mancomunidad de municipios (en alemán, verwaltungsgemeinschaft) de Am Bramethal.
Está ubicado a poca distancia al sur de la ciudad de Gera y al norte de la frontera con el estado de Sajonia.